# Acanthopetalum thessalorum
Acanthopetalum thessalorum är en mångfotingart som först beskrevs av Karl Wilhelm Verhoeff 1901.  Acanthopetalum thessalorum ingår i släktet Acanthopetalum och familjen Schizopetalidae. Utöver nominatformen finns också underarten A. t. lychnitis.